# Лі Міньці
Лі Міньці (кит. спр. 李民骐, піньїнь: Lǐ Mǐnqí, англ. Minqi Li; нар. 1969) — китайський політекономіст, світ-системний аналітик та історичний соціолог, професор економіки в Університеті штату Юта. Відомий як прихильник китайських нових лівих та марксистський економіст.

## Біографія
В 1987-1990 роках був студентом Пекінського університету на спеціальності економічний менеджмент. Там він вивчав неоліберальну Чиказьку школу економіки і став її прихильником. Брав участь у багатьох акціях протесту проти чинної економічної системи, займався активізмом після протестів на площі Тяньаньмень 1989 року.
Був заарештований за пропаганду принципів вільного ринку в 1990 році, і зробив різкий поворот, ставши марксистом, після обширного прочитання у в'язниці праць Карла Маркса, Мао Цзедуна, та інших, до його звільнення у 1992 році. Наступні два роки провів подорожуючи Китаєм і дискутуючи з рештками ліберальних дисидентів і активістів. Окрім того він у цей час проводив свої дослідження політичного, економічного та соціального розвитку в сучасному Китаї, використовуючи фальшиві посвідчення, щоб відвідувати провінційні та міські бібліотеки.
У 1994 році написав книжку «Capitalist Development and Class Struggle in China» (укр. «Капіталістичний розвиток і класова боротьба в Китаї»), в якій подав свій аналіз економічного розвитку Китаю в маоїстську епоху та 1980-і роки, а також марксистський аналіз китайського «демократичного руху» 1989 року. Він стверджував, що це не був народний демократичний рух, і що він був покинутий ліберальною інтелігенцією та призвів до фізичної та ідеологічної поразки міського робітничого класу, перемоги бюрократичних капіталістів і проклало шлях для переходу Китаю до капіталізму. Також він піддав критиці неоліберальну економіку та її зв'язок із економічною раціональністю, природні протиріччя між демократією та капіталізмом, і соціальні та матеріальні умови, які привели до піднесення Китаю, зосередившись у висновках на критиці державного капіталізму і пропагуванні демократичного соціалізму.
25 грудня 1994 Лі приїхав до США і став аспірантом в Массачусетському університеті в Емгерсті. З тих пір він є одним з основних промоутерів китайських «нових лівих».
В цей період опублікував багато статей в журналі Monthly Review.
У 2001 році став прихильником світ-системного аналізу. 
В 2003-2006 роках, викладав політичну економію в Йоркському університеті в Торонто, Канада, згодом перейшов до Університету штату Юта, де викладає і зараз.
Переклав китайською працю Ернеста Манделя «Влада і гроші».

## Праці
монографії
- Minqi Li. The Rise of China and the Demise of the Capitalist World Economy. Monthly Review Press. 2009

переклади українською
- ХХІ сторіччя: чи існує альтернатива (соціалізму)? [Архівовано 24 вересня 2017 у Wayback Machine.] // Спільне. — 10.04.2017